# Good Charlotte
Good Charlotte is een Amerikaanse punkrock-, alternatieve rock- en poppunkband uit Waldorf.

## Bandleden
- Joel Madden: zang
- Benji Madden: zang en gitaar
- Billy Martin: gitaar en keyboard
- Paul Thomas: bas
- Dean Butterworth: drum

## Biografie
Good Charlotte ontstond toen de tweeling Joel en Benji een bandje wilden beginnen waar ze al snel genoeg mensen voor hadden. De naam komt van een beroemd Amerikaans kinderboek.
De uit Maryland afkomstige Good Charlotte vergelijkt zich liever niet met een andere band. Sinds hun ontdekking tijdens een tour met Lit heeft de bands vijf succesalbums gemaakt en sinds de hitsingle Lifestyles Of The Rich And Famous zijn ze ook in Europa populair.
De basis voor de band werd gelegd op 11 maart 1979 met de geboorte van de tweeling Joel Rueben Madden en Benjamin Levi Madden. Ze groeiden op in het stadje Waldorf, Maryland. Het gezin Madden was een allesbehalve normaal gezin en op het moment dat het allemaal vreselijk fout ging ontdekten Benji en Joel de muziek. Zonder de muziek, die ze door hun oudere broer Josh leerden kennen, was de tweeling volgens eigen zeggen in de criminaliteit terechtgekomen.
Op hun zestiende leerde Benji zichzelf gitaar spelen en begon Joel met zingen. Ze hadden nooit één muziekles gehad, toch lukte het ze om zelf nummers te schrijven en daarbij muziek te maken. Op school leerden ze William Martin (geboren 15 juni 1981 in Naptown) en Paul Thomas (geboren 5 oktober 1980 in Waldorf) kennen. Na school besloten ze met z'n vieren muziek te maken en zo ontstond halverwege de jaren negentig een bandje.
Ze besloten meteen eigen nummers te gaan schrijven omdat ze zichzelf niet goed genoeg vonden om hits van anderen te spelen. Benji herinnerde zich uit een kinderboek nog een leuke naam 'Good Charlotte' en zo kwam de band aan zijn naam. Om er helemaal bij te horen besloten de bandleden allemaal een nickname te nemen. Benji werd Kid Vicious, Joel bedacht de naam Sickboy, Paul noemde zichzelf St. Paul en William werd Lil' Billy. Het eerste optreden vond plaats in de kelder van een van de buren voor twintig fans.
Hoewel Good Charlotte geen geld had voor apparatuur en geen connecties had in de muziekwereld besloten ze toch een demo op te nemen. Samen met een biografie en wat foto's stuurden ze de demo naar een aantal platenmaatschappijen die ze in een tijdschrift waren tegengekomen. In de begeleidende brief schreef Benji dat de platenmaatschappij hun meteen een contract moest voorleggen omdat Good Charlotte nu nog goedkoop was, maar er heel snel een andere platenmaatschappij met hen aan de haal zou kunnen gaan.
Zoals verwacht kregen ze geen reactie en besloten ze naast de optredens in de buurt gewoon hun school af te maken. Na het behalen van hun diploma's in 1997 kregen Benji en Joel als cadeau een vliegticket naar Californië van hun moeder. Daar gingen ze naar Club 924, waar meer bandjes hun carrière zijn begonnen. Vol inspiratie en vastberaden om door te gaan breken verhuisden de broers daarna, samen met Paul en William, naar de wat grotere stad Annapolis in Maryland. Daar traden ze avond aan avond op en wonnen een talentenjacht met hun nummer Can't Go On. De verzamel-cd waarop het nummer werd gezet kwam in handen van de manager van Lit. Deze Amerikaanse band scoorde in 1999 een wereldhit met My Own Worst Enemy. De manager vroeg Good Charlotte als support-act tijdens de tournee van Lit.
De bandleden konden hun oren niet geloven en dachten hun grote doorbraak binnen handbereik te hebben. Maar helaas moesten ze voor de tournee geld en vervoer hebben. De moeder van Benji en Joel woonde in een schuurtje op het landgoed van de buren en kon haar zoons dus niet aan geld helpen. Wel mochten Benji en Joel haar busje gebruiken om op tournee te gaan. Ze weigerden in eerste instantie omdat hun moeder dan elke dag tien kilometer naar haar werk moest lopen. Maar op haar aandringen gebruikten ze de auto toch om hun grote droom te verwezenlijken.
Na een aantal optredens met Blink-182 stond Good Charlotte in december 1999 in het voorprogramma van het concert dat Lit gaf in New York. Alle grote platenmaatschappijen waren aanwezig en nog diezelfde dag kreeg Good Charlotte een contract. Slechts vijf maanden later brachten ze in Amerika hun titelloze debuutalbum uit. Met hun in maart 2002 uitgebrachte tweede album The Young And The Hopeless hoopte Good Charlotte ook de rest van de wereld te veroveren.
Begin 2003 begon ook in Europa het succes voor Good Charlotte, met de grote hit Lifestyles Of The Rich And Famous. In 2004 verscheen het album The Chronicles of Life and Death en na enkele wisselingen bestond de band dan uit de tweeling Joel (zang) en Benji Madden (zang, gitaar), Billy Martin (gitaar, keyboards), Paul Thomas (bass) en Chris Wilson (drums).
In 2005 wordt bekendgemaakt dat Chris last had van zijn polsen en dus niet mee gaat op de "The Chronicles of Life and Death"-tour. In september 2006 blijkt uit blogs die Chris op MySpace heeft geschreven dat hij leed aan een heroïneverslaving.
De naam van het vierde album is 'Good Morning Revival!'. Good Charlotte heeft een van de nummers op de nieuwe cd, Keep Your Hands Off My Girl, speciaal uitgebracht voor de fans.
Het album 'Good Morning Revival' is uitgekomen op 06-03-07.
Het vijfde album, 'Cardiology' kwam uit op 2 november 2010 (2-11-2010).
Er is al een leaked(uitgelekte) versie van het album gekomen via BitTorrent bestanden.
Er waren van het nieuwste album al vóór de leak een paar nummers vrijgegeven, o.a Counting The Days en Like It's Her Birthday. Van Like It's Her birthday is een videoclip naar buiten gekomen.
Op 1 september 2011 kondigde Good Charlotte een pauze aan. Aan deze pauze kwam in 2015 een eind. Op 5 november 2015 kwam de nieuwe single Makeshift Love uit en op 19 november had de band weer hun eerste optreden na de pauze. Dit werd vervolgd met het op 15 juli 2016 uitkomen van het zesde studioalbum Youth Authority, met gastverschijningen van Kellin Quinn van Sleeping With Sirens en Simon Neil van Biffy Clyro.
Op 8 december 2017 bracht de band een kerst-EP A GC Christmas Pt. 1 uit.
Op 24 mei 2018 werd het zevende studioalbum aangekondigd. Deze kwam uit op 14 september 2018 met als titel Generation Rx en als eerste single Actual Pain.

## Discografie

### Albums
| Album met eventuele hitnotering(en) in de Nederlandse Album Top 100 | Datum van verschijnen | Datum van binnenkomst | Hoogste positie | Aantal weken | Opmerkingen |
| ------------------------------------------------------------------- | --------------------- | --------------------- | --------------- | ------------ | ----------- |
| The Young and the Hopeless                                          | 30-09-2002            | 01-02-2003            | 57              | 11           |             |
| The Chronicles of Life and Death                                    | 03-10-2004            | 09-10-2004            | 50              | 11           |             |
| Good Morning Revival                                                | 16-03-2007            | 24-03-2007            | 58              | 2            |             |
| Youth Authority                                                     | 15-07-2016            | 23-07-2016            | 77              | 1            |             |

| Album met hitnotering(en) in de Vlaamse Ultratop 200 albums | Datum van verschijnen | Datum van binnenkomst | Hoogste positie | Aantal weken | Opmerkingen |
| ----------------------------------------------------------- | --------------------- | --------------------- | --------------- | ------------ | ----------- |
| The Chronicles of Life and Death                            | 2004                  | 16-10-2004            | 73              | 5            |             |
| Good Morning Revival                                        | 2007                  | 07-04-2007            | 68              | 3            |             |
| Youth Authority                                             | 15-07-2016            | 23-07-2016            | 45              | 3            |             |
| Generation Rx                                               | 14-09-2018            | 22-09-2018            | 82              | 1            |             |

### Singles
| Single met eventuele hitnotering(en) in de Nederlandse Top 40 | Datum van verschijnen | Datum van binnenkomst | Hoogste positie | Aantal weken | Opmerkingen              |
| ------------------------------------------------------------- | --------------------- | --------------------- | --------------- | ------------ | ------------------------ |
| Lifestyles of the Rich and Famous                             | 2003                  | 15-02-2003            | 18              | 7            | #23 in de Single Top 100 |
| Girls & Boys                                                  | 2003                  | 28-06-2003            | tip12           | -            | #41 in de Single Top 100 |
| Predictable                                                   | 2004                  | 23-10-2004            | tip13           | -            | #39 in de Single Top 100 |
| I Just Wanna Live                                             | 2005                  | 12-02-2005            | 9               | 11           | #23 in de Single Top 100 |
| The Chronicles of Life and Death                              | 2005                  | 04-06-2005            | tip16           | -            |                          |
| We Believe                                                    | 2005                  | 27-08-2005            | tip14           | -            | #99 in de Single Top 100 |

| Single met hitnotering(en) in de Vlaamse Ultratop 50 | Datum van verschijnen | Datum van binnenkomst | Hoogste positie | Aantal weken | Opmerkingen |
| ---------------------------------------------------- | --------------------- | --------------------- | --------------- | ------------ | ----------- |
| Lifestyles of the Rich and Famous                    | 2003                  | 15-03-2003            | 37              | 7            |             |
| Girls and Boys                                       | 2003                  | 21-06-2003            | tip5            | -            |             |
| Like It's Her Birthday                               | 2010                  | 16-09-2010            | tip34           | -            |             |
| Life Can't Get Much Better                           | 2016                  | 30-07-2016            | tip             | -            |             |